# Loenen
Loenen este o comună în provincia Utrecht, Țările de Jos. 

## Localități componente
Loenen aan de Vecht, Loenersloot, Nieuwersluis, Nigtevecht, Vreeland.